# 官僚制
官僚制（英語：bureaucracy）或“科层制”是一种理性化的管理组织结构，基本职能是执行决策者的经任命产生的官员所组成的大型组织。它必须遵循一套特定的规则与程序，有明确的权威登记，权责自上而下传递。大规模正式组织的兴起被称作科层化。
自官僚制这个词语被创造以来就被赋予负面的含义，被批评低效、复杂、死板。去人性化的官僚制成为卡夫卡作品的一个重要主题，也是他的小说《审判》和《城堡》的中心内容。去除不必要的官僚制是现代管理理论的关键概念，也是热门的政治议题。
而另外一些学者则强调科层制在现代生活中的必要性。德国社会学家马克斯·韦伯认为，科层制是组织人类活动效率最高、最理性的方法，系统性的流程和高度组织化的等级制度，对维持秩序、获取最高效率和防止腐败必不可少。另一方面，韦伯也将无穷无尽的科层制视为个人自由的威胁，会使人类陷入理性的牢笼之中。

## 理论
作为公共行政学最主要的创始人之一，马克斯·韦伯的学说也对建构现代官僚科层体制具有重要影响，被誉为“组织理论之父”。韦伯认为，任何组织的形成、管治、支配均建构于某种特定的权威之上。适当的权威能够消除混乱、带来秩序；而没有权威的组织将无法实现其组织目标。他提出了三种正式的政治支配和权威的形式，分别为传统权威、魅力权威、以及理性法定权威。传统权威是一种很大程度上依赖于传统或习俗的权利领导形式，领导者有一个传统的和合法的权利行使权力。更重要的是，传统权威是封建、世袭制度的基础，如部落和君主制。这种权力不利于社会变革，往往是非理性的和不一致的。而魅力权威，则是一个领导者的使命和愿景能够激励他人，从而形成其权力基础。对魅力领袖的忠实服从以及其合法性往往都是基于信念。他们或会被灌输神或超自然的力量，如宗教先知、戰爭英雄或革命領袖。理性法定权威是以理性和法律规定为基础行使权威。服从并不是因为信仰或崇拜，而是因为规则给予领导者的权力。因此，理性法定权力的运用能够形成一个客观、具体和组织结构。
韦伯认为社会的理性化是无可避免的趋势，在此趋势下，权力架构的支配将从传统权威、魅力权威转向法定权威，在理性法定权威之下的社会体制将会出现一个新的组织形态。因此，韦伯在1922年提出了“理想型官僚体制”（Ideal type of Bureaucracy）。他认为官僚制不是指一种政府类型，而是指一种由训练有素的专业人员依照既定规则持续运作的行政管理体制。这是一种方法的建构，理想型官僚制的特征未必完全与现实环境相符，它是韦伯根据所有已知组织的最主要科层制特征中抽象概括出来的纯粹的理想类型，是一种理论上的分析概念和工具。

### 特征
其架构特点可以归纳为以下几点：
- 专业分工

组织内每个单位、职员有固定的职务分配，明确每一个人的权力和责任。根据严格的分工制度，所雇用的职员须具熟练的专门技术。
- 层级体制

“所有岗位的组织遵循等级制度原则，每个职员都受到高一级的职员的控制和监督。”组织内职员的地位，依照等级划分。下层对上层负责，服从上层命令，受上层监督。上级对属下的指示与监督，不能超过规定职能的范围。
- 依法行政

官僚制的组织活动是“由一些固定不变的抽象规则体系来控制的，这个体系包括了在各种特定情形中对规则的应用。”法律和规章制度是组织的最高权威，任何组织成员在任何情况下都要严格遵守。处理事务一切须按法规所定的条文范围引用，不得渗入个人因素，用以维持统一的标准。
- 非人性化

“理想的官员要以严格排除私人感情的精神去处理公务，没有憎恨和热爱，也因此不受感情的影响。”官僚制要求职员公私分明，从公务中排除爱、恨等各种个人的感情，尤其是那些非理性的、难以预测的感情，是保证公平和效率的前提条件。
- 量才用人

组织的用人是根据人员的专业技能、资历，不得任意解雇，升迁按个人的工作成就而定，薪資給付也按照人員的地位和年資，透過績效管理審核。
- 永業化傾向

人員任用是經由公開考試或法定程序，兩者間訂有任用契約，若非犯錯，不得隨意解雇免職。

### 優點
1. 依層級節制原理，上下之間的關係可達到指揮運如和命令貫徹。
2. 由於分工明確、法令規章完備，工作方面和人員的權責都有明確的規定，故不會發生各自為政或事權不清的弊端。
3. 機關辦事完全無人情化的對事不對人（Impersonality），可破除情面以消營私舞弊。
4. 人員的選用都依專長和能力而定，可以使工作效率提升並且使機關的業務達到高度專業化。
5. 良好的待遇和工作保障可使工作人員的工作績效提升。

### 限制
1. 過分強調機械性的正式組織層面而忽略組織動態面。
2. 目標錯置，例如：過分重視法規而使人員僵化。
3. 層級削弱上級對下級的跨级性（例如:第一階層對第三階層）的影響力。
4. 訓練有素的無能。
5. 永業化使人員喪失鬥志。
6. 升遷按年資使人員忽略服務對象的利益。
7. 官僚體制是理想的建構故缺實證基礎。

## 評價

### 卡尔·马克思
1843年，卡尔·马克思认为，官僚制是资本主义企业中的管理结构，不仅服务于调节生产过程中的不同要素，还是用于积极惩罚、斗争、控制的手段，同时也是保证资本家榨取剩余劳动力并调节由此而来的冲突的必要手段。因此，马克思对官僚制度作了严肃的批判。他认为官僚制的基础是社会上分裂为利益不同的同业公会。社会上创造了同业公会的那种精神，即由于财产私有和利益不同而互相对立的精神，在国家中创立了官僚制度。在官僚制度下，国家政权成为一部分人反对另一部分人的工具。各个等级互相依赖，每个人都在一定等级中占据一个位置，“上层在各种细小问题的知识方面依靠下层，下层则在有关普遍物理解方面信赖上层，结果彼此都使对方陷入迷途”。

### 阿布洛
Martin Albrow认为官僚（Bureaucracy）對於行政學具有七種現代意涵。
1. 理性組織：追求最高效率。
2. 組織無效率的病象（Organizational Inefficiency）：政府機關公務員的偏差辦事作風，例如結構僵化、流程遲緩、抗拒變革和翹班摸魚等行政系統弊病。
3. 行政官員控制的政府：政府職能趨向複雜和專精，政府的政務官難以指揮事務官。
4. 行政制度或文官制度：護國型（普魯士）、階級型（印度跟中國和日本）、恩惠型（19世紀英美）和功績型（當代西方國家）。
5. 組織管理辦法：例如專業組織、層級結構、分工協調、文書檔案。
6. 大型組織：組織成長到一定規模後必然走向科層制。
7. 當代社會：組織牢籠。

### 墨頓
主條目:罗伯特·金·莫顿
1. 反功能理論：正功能就是既有設計的組織或政策，能夠達成原先所賦予的目標；而反功能則是該組織或政策所造成的負面影響（副作用）。
2. 目標錯置（Displacement of goals）：本來法規只是組織為了達成目標所使用的工具，然而因為過份重視法規而使人員產生錯覺，反倒認為遵守法規就是目的。

### 葛德納（Gouldner）的官僚倦怠（Bureaucratic Sabotage）
機關重視法規的結果，官僚由於受嚴密法規的保障而助長了他們漠視服務對象的態度，並且形成獨裁領導和控制。

### 邊尼斯（Bennis）提出的官僚制度在實際世界的特徵
1. 主管缺乏技術能力。
2. 武斷和荒謬的規則。
3. 非正式組織破壞或取代正式組織。
4. 角色之間的混淆和衝突。
5. 以不人性或殘暴的方式對待部屬而非以理性或法律為基礎。

### 杜拉克（P.Drucker）的公共行政的致命傷
1. 政策目標過於理想。
2. 政策想要畢其功於一役。
3. 數大就是美。
4. 缺乏實驗和創新的勇氣。
5. 不能從經驗中學習而缺乏前瞻思考和反饋。
6. 無法即時放棄過時之物。

### 歐斯壯（V.Ostrom）
行政學太過依賴官僚型模而生出的弊端
1. 無法分門別類地回應各種問題。
2. 強加各種昂貴的社會成本給服務對象。
3. 不能有效分派各種供給和需求。
4. 無法防止公共財因某項用途而破壞其他用途所產生的流失。
5. 容易發生錯誤也難以控制，導制公共行政遠離公共目的。
6. 補救措施往往增加問題的嚴重性和複雜度而使情況惡化。

## 後官僚組織
後官僚組織模型，是學者海克契（C.Heckscher）所提出，做行政機關修正韋伯式官僚組織的參考，其用意是趨近消費者導向、服務導向，認為政府該當具有消費者（即人民）需要的能力，和方便使用者的、動態性的，競爭性的價值提供者，這種組織型態的特質如下：
1. 權威的形成來自組織成員間制度性對話和溝通，並非依照權威、法規和傳統進行決定。
2. 組織的目標強調使命感和認同，經由資訊的流通與分享，使個人目標和組織使命達成一致。
3. 強調彈性的原則而非固定的法規，人員可在基本行動原則下，發揮創意解決不同的問題，更能按照問題實況彈性運用。
4. 組織分工或作業流程採取跨功能、跨層級的方式進行。
5. 績效評估的標準不是刻板的職務內容，而是個人完整的事功表現和具體貢獻價值，講求公開及參與的程序。
6. 人員流動頻繁，永業保障不再可取。
7. 對變革存有預期心理，針對複雜且易變的環境，思考如何即時且有效解決未來問題。

## 中国官僚制度
中国古代官僚制度形成于汉朝。秦汉两朝形成中央集权制度。该制度较之地方自治的分封制度，需要更为庞大的国家管理机器。秦朝很短，所以到了汉朝，官僚制度形成气候。一方面官僚制度成为君主巩固中央集权的工具，而另一方面官僚制度本身则产生出一定的“自主性”，对君权有所制约。

## 流行文化
- 《城堡》
- 《官僚们的夏天》

### 引用
1. ↑  Popenoe, David; 李, 强. . . 2007--10-01: 694–714. ISBN 978-7-300-08078-9.
2. ↑  J.C.N. Raadschelders. . Transaction Publishers. 1998: 142  [2018-02-05]. （原始内容存档于2019-05-18）.
3. ↑  Ronald N. Johnson; Gary D. Libecap.  (PDF). University of Chicago Press. 1994: 1–11  [12 March 2014]. （原始内容存档 (PDF)于2018-03-28）.
4. ↑  David Luban; Alan Strudler; David Wasserman. . Michigan Law Review. 1992, 90 (8)  [2018-02-05]. （原始内容存档于2022-03-01）.
5. ↑  Wren, Daniel; Bedeian, Arthur. .  (PDF). Wiley. 2009  [2018年2月5日]. （原始内容 (PDF)存档于2013年3月19日）.
6. ↑  Garrett;  et al. . Public Administration Review. March–April 2006: 228–40  [12 March 2014]. doi:10.1111/j.1540-6210.2006.00575.x. （原始内容存档于2017-08-04）.
7. ↑  Richard Swedberg; Ola Agevall. . Stanford University Press. 2005: 18–21  [23 March 2011]. ISBN 978-0-8047-5095-0. （原始内容存档于2017-02-25）.
8. ↑  . 凤凰网.   [2010-12-30]. （原始内容存档于2016-03-04）.

### 书籍
- 王濬. . 2008.

### 论文
- 张星久. .   [2009-04-25]. （原始内容存档于2014-04-16）.